# نابور
نابور (به ترکی آذربایجانی: Nabur) یک منطقهٔ مسکونی در جمهوری آذربایجان است که در شهرستان قبوستان واقع شده‌است. نابور ۲٬۷۲۶ نفر جمعیت دارد.

## دین
در مسجد جامع نابور یک هیئت مذهبی وجود دارد.